# Gerrit Jacobsz Witsen

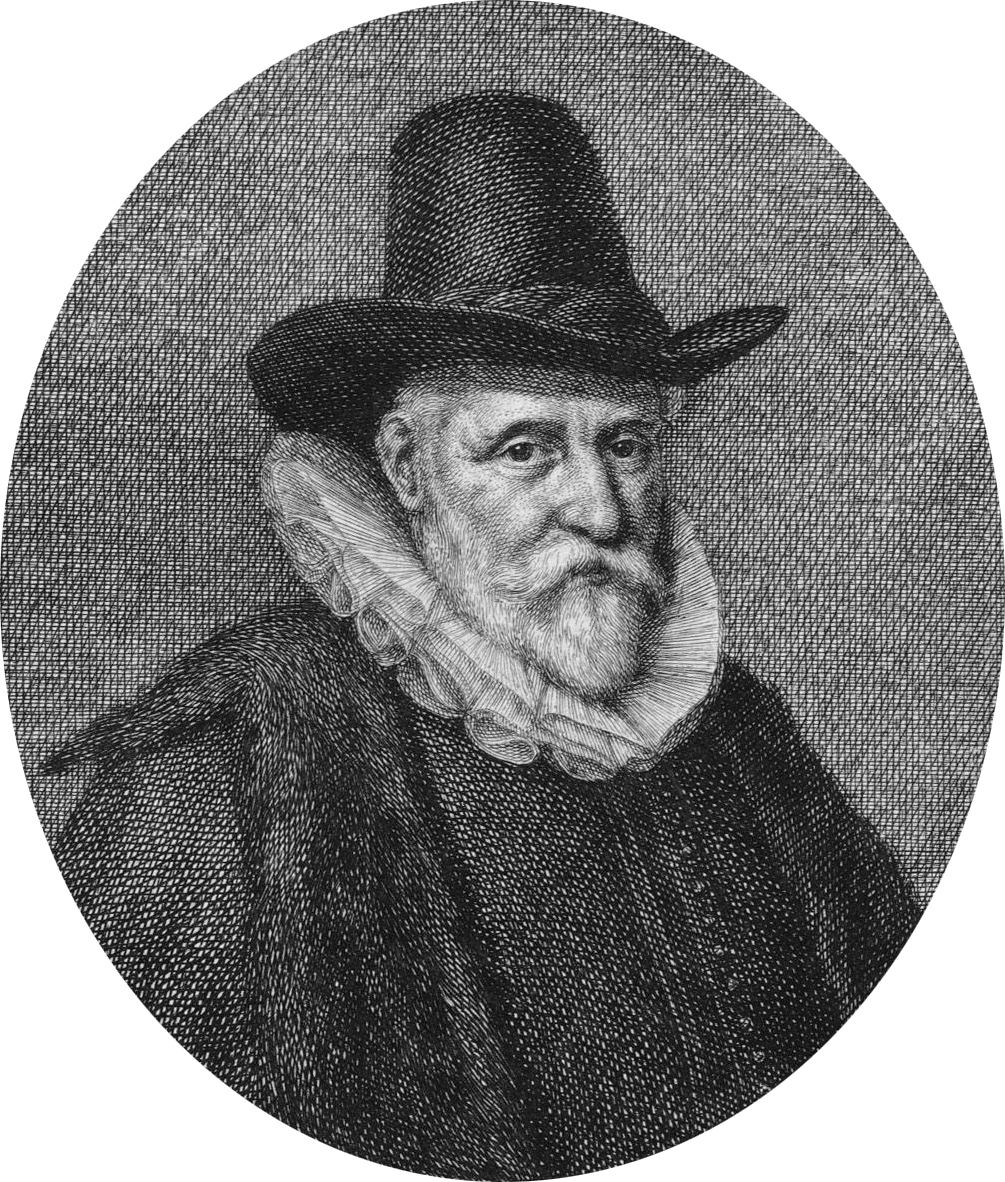
Michiel van Mierevelt: Gerrit Jacobsz Witsen

Gerrit Jacobsz Witsen (* im 16. Jahrhundert; † 1626 in Amsterdam) war ein Amsterdamer Bürgermeister und Großhandelskaufmann der in Frankreich, Portugal und Moskau sowie auf der Ostsee tätig war.

## Leben und Werk
Er wurde als Sohn des Jacob Hendriksz Witsen (1500–1587) geboren. Mit ihm ist die Familie Witsen um 1557 von Akersloot nach Amsterdam ausgewandert.
Über Witsens Jugend ist nicht viel bekannt; im Jahre 1591 kaufte er eine Seilerei im Amsterdamer Lastage. Um 1605 wurde er Vorsteher (Bewindhebber) einer Handelskompanie in Guayana. Im Jahre 1609 kaufte Witsen eine Schiffswerft auf der Insel Marken (später Valkenburg genannt). 1614 leitete er die Fusion von vier Amsterdamer und einer Hoorner Kompanie in die Compagnie van Nieuw-Nederland ein. Zu deren ersten Leitern gehörten Witsen und Lambert van Tweenhuysen. Im Jahre 1614 wurde er durch Vermittlung des Statthalters Moritz von Oranien-Nassau Kaufmann im Großfürstentum Moskau, zusammen mit seinen Neffen Jan und Jonas Witsen. Weiters förderte er die Karriere von Isaac Massa. Seine drei Ernennungen zum Bürgermeister von Amsterdam fielen in die Jahre 1609, 1613 und 1618. Weitere Ernennungen und Ämter Witsens verhinderte der Regent Reinier Pauw. Witsen war Leiter der Amsterdamer Partei der harten Calvinisten (harde Calvinisten) oder alte Geusen (oude Geuzen). Bei der Dritten Vergrößerung Amsterdams verspekulierte sich Witsen, wobei seine Kompagnons Frans Hendricksz Oetgens van Waveren und Barthold Cromhout eine dubiose Rolle spielten.
Witsen war dreimal verheiratet: zuerst mit Grietje Hillebrands van Renegom; im Jahre 1593 mit Grietje Baltus Appelmans, einer Bürgermeisterstochter; sowie im Jahre 1604 mit Agnietje Reynst. Gerrit Witsen wohnte in der Nieuwezijds Kolk; er wurde durch Michiel van Mierevelt gemalt. Seine Tochter Aertge Witsen (1599–1652) war mit dem bedeutenden Amsterdamer Politiker Cornelis Bicker verheiratet, und dadurch mit den bedeutenden Staatsmännern Johan de Witt, Cornelis de Graeff und Andries Bicker verschwägert.

## Wappen
- Wapenschild des Gerrit Jacobsz Witsen:

Geviert: 1 und 4 in Silber 3 Eicheln rot, grün gestielt, Stiele nach unten; 2 und 3 in Blau ein silberner Schwan mit einem Ring um den Hals.